# Азиатские игры по боевым искусствам и состязаниям в помещениях
Азиатские игры по боевым искусствам и состязаниям в помещениях — спортивное состязание, проводившееся каждые четыре года среди атлетов из азиатских стран под патронажем Олимпийского совета Азии.
Начиная с 2005 года под патронажем Олимпийского совета Азии проходили Азиатские игры в помещениях, в рамках которых проходили соревнования по видам, не входящим в олимпийскую программу, по которым не проводятся соревнования в рамках Азиатских игр или Зимних Азиатских игр, но которые при этом имеют достаточную зрелищность для того, чтобы заинтересовать телевидение. Начиная с 2009 года также начали проводиться Азиатские игры по боевым искусствам. В связи с тем, что в 2008 году Олимпийский комитет Катара отказался принимать в 2011 году Азиатские игры в помещениях, было решено объединить два спортивных события в одно, и начиная с 2013 года проводить раз в 4 года Азиатские игры по боевым искусствам и состязаниям в помещениях. Официальная нумерация игр началась с номера IV, продолжая нумерацию Азиатских игр в помещениях.

## Список Игр
| Год  | Игры | Место проведения |
| ---- | ---- | --- |
| 2013 | IV   | Инчхон |
| 2017 | V    | Ашхабад |
| 2021 | VI   | Бангкок, Чонбури (предлагалось перенести Игры по причине пандемии COVID-19, в итоге отменены из-за политической ситуации в Таиланде) |
| 2025 | VII  | Эр-Рияд |